# Poupée Girl
Poupée Girl (プーペガール, pūpegāru), mais conhecido como pupe, é uma comunidade de moda onde os usuários podem vestir seu avatar baseado na streetwear do Japão e ganhar ribbons (moeda do site), para comprar mais roupa e acompanhar as últimas novidades sobre moda com o Dicionário de Moda. O nome é uma junção da palavra francesa "poupée", que significa "boneca", e do Inglês a palavra "menina". Desde 2009, existem cerca de 500 mil usuários cadastrados, 98% são mulheres e 35% vivem fora do Japão.

## História
Em 28 de fevereiro de 2007 o site foi lançado e foi inicialmente administrado por CyberAgent. No entanto, em 3 de março de 2008, Poupéegirl, Inc. foi criada oficialmente e estendeu os serviços para telefones celulares.  Em 2009, o site mudou-se para Ameba Blogs.
Em 17 de dezembro de 2009, um jogo de DS foi lançado para Poupée Girl e foi publicado pela Alvion.

## Fórum Poupeé Girls Brasil
O Fórum PGB foi criado em março de 2010 com o intuito de juntar as brasileiras que jogam poupeé girl. Desde então é o maior fórum brasileiro sobre o poupeé. O fórum permite que os usuários saibam das novas lojas e promoções do site, informam notícias sobre moda, música, TV e outros, e fazem concursos que valem ribbons (dinheiro virtual do Poupéegirl).

## O Jogo
A moeda do jogo é "ribbons", que pode ser obtido por várias tarefas, incluindo a postagem de artigos de moda e comentando em fotos de outros usuários. Os ribbons podem ser usados para comprar roupas para avatares. Em 2009, o site também implementou uma nova moeda, "jewels", um sistema de "pague para jogar", onde alguns usuários podem ter acesso a conjuntos de vestuário para o seu avatar e os usuários não-pagantes não podem ter.

### Closet
Os usuários podem postar fotos de roupas e acessórios e criar um closet virtual, onde os outros usuários do site podem ver e comentar. Artigos de moda podem ser classificados de acordo com a marca (listada sob o nome da marca no Dicionário de Moda). Cada item tem um botão amarelo "Suteki" (ou "bonito"). Se um usuário recebe muitos suteki ou comentários, ele ou ela é elegível para ganhar ribbons.

### Avatar
Cada usuário tem um avatar customizável, que pode se vestir com roupas e acessórios. Vestir-se diariamente leva a ganhar mais ribbons, cada dia é registrado em uma agenda no perfil do usuário. Durante os eventos, o fundo do avatar vai mudar de um quarto normal. Ocasionalmente, o site tem um concurso com um tema selecionado para o avatar mais bem vestido, o que leva a um prêmio em ribbons e um novo item.

### Lojas e Eventos
Poupée Girl tem um mercado onde os usuários podem comprar ou vender roupa de seu avatar. O mascote do site, Katherine, é dono de uma loja que vende roupas regularmente, relativos aos estilos de eventos sazonais ou mensais. Os itens que ela vende, talvez não seja encontrado no mercado durante algum tempo.
Nomes de marcas bem conhecidas e celebridades que aprovaram uma campanha no site e permitir que os usuários comprem itens para o seu avatar especialmente concebidos pelas marcas ou à base de produtos da vida real. Estes incluem COACH, Kose's Happy Bath Day Precious Rose line, Shiseido, Sanrio, Reebok, Revlon, Kaela Kimura, Aya Hirayama, e Nozomi Tsuji.

### Ganhando Ribbons
Ribbons é a principal moeda do jogo, e há diversas maneiras dos jogadores ganharem ribbons, incluindo:
- Comentando - Cada vez que um usuário faz um comentário no item de outro usuário, ou recebe um comentário de outro usuário, eles ganham dois ribbons. Comentários só são recompensados até o vigésimo comentário que um usuário faz por dia.
- Postando Roupas - Usuários são recompensados com ribbons para os cinco primeiros upload de imagens para o seu armário por dia. Os usuários também podem receber um item valioso, que pode ser vendido no "Poupee de Mercado".
- Entrando Diariamente - Usuários são recompensados com 10 ribbons a cada dia que entrar em sua conta.
- Vestindo-se Diariamente - Usuários são recompensados com 10 ribbons a cada dia que vestir-se. Os usuários só recebem este pagamento uma vez ao dia.
- Atenção Perfeita - Os usuários recebem um bônus de 500 ribbons caso vestir-se todos os dias do mês.
- Vendas - Os usuários podem vender itens no "Poupee Mercado". Muitos usuários usam o site "Oribon" para verificar o valor de mercado atual dos itens.

### Shells e Shell Spring
Shells é outro item em particular do jogo que pode ser trocado por itens. Existem três tipos: Scallop Shell, Pink Shell e Pink Plaid Shell. Estes itens podem ser obtidos através de uploads de fotos, ou ao visitar perfil de outros usuários. Na Primavera Shell, os usuários podem trocar cinco Shells por um item, que serão escolhidos aleatoriamente pelo jogo.